# Flash di riempimento

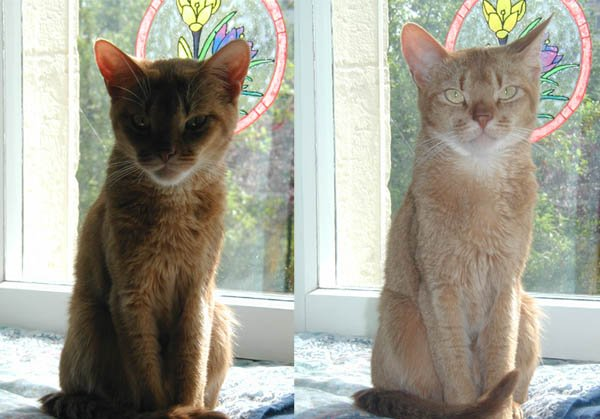
Sinistra: senza flash.
Destra: con flash di riempimento.

Il flash di riempimento, o fill flash, è una tecnica fotografica utilizzata per illuminare le zone d'ombra, e principalmente utile ogni volta che lo sfondo sia significativamente più luminoso del soggetto fotografato, in particolare nei soggetti in controluce.
Apertura e velocità dell'otturatore vengono regolate per esporre correttamente lo sfondo mentre il flash viene attivato per schiarire il soggetto in primo piano.
Alcune fotocamere consentono di regolare manualmente il livello del flash, ad es. 1/3, 1/2 o 1/8 di potenza, in modo che sia il primo piano che lo sfondo siano esposti correttamente o consentano una compensazione automatica dell'esposizione del flash.
Il flash in particolare si considera di riempimento quando viene impiegato con tempi di otturazione prossimi o uguali a quelli che si sarebbero utilizzati stesso esponendo per la luce ambiente, senza l'uso del flash. Nel calcolo dell'esposizione è da tenere presente che il valore del tempo di otturazione influisce solo sulla luce ambiente.